# Гулабі
Гулабі (з гінді गुलाब ― «рожевий») ― група лінчувальників, правозахисна організація. Банда вперше з'явилася в окрузі Банда, штат Уттар-Прадеш, у відповідь на широко поширене сімейне насильство та інші види насильства щодо жінок. Раніше бандою командувала Сампат Пал Деві.
Гулабі складається з жінок віком від 18 до 60 років. Повідомляється, що вона діє з 2010 року по всій Північній Індії як на вулицях, так і в місцевій політиці.

## Підґрунтя
Офіційна штаб-квартира Гулабі знаходиться в Бадаусі в окрузі Банда, штат Уттар-Прадеш. Станом на 2003 рік район займав 154-е місце у списку Планової комісії із 447 районів за індексом відсталості. У районі проживає безліч далитів (недоторканна каста), які піддаються дискримінації.

## Опис
Сампат Пал Деві заснувала Гулабі у 2006 році у відповідь на те, що поліція ігнорувала проблеми жертв домашнього насильства. Більшість членів банди (або, можливо, всі), належать до нижчих каст. Банда зосереджує свою увагу на найбіднішому регіоні Індії, де близько половини населення стикається зі злиднями, відсутністю освіти та іншими проблемами. Гулабі бореться за права жінок незалежно від їхньої касти. У ній також є члени-чоловіки, які приєдналися до Гулабі з почуття солідарності у протистоянні корупції в уряді, дитячим шлюбам та смертям через посаг. У 2010 році було прийнято закон, який допоміг зарезервувати 33 % місць у парламенті для жінок, але члени Гулабі вирішили продовжити діяльність, оскільки до корупції схильні і жінки-політики. Гулабі віддають перевагу самосуду, а не роботі з політиками, при цьому Сампат Пал Деві зазначала, що вони можуть самі вирішувати, що робити, щоб держава не сприймала їх як належне, а самостійну роботу вони віддають перевагу кооперації з державними організаціями. Деякі члени банди безробітні, деякі працюють у сільському господарстві, а деякі заробляють на життя роботою, створеною через групи самодопомоги: продаж овочів, шиття або іншу торгівлю. Згідно з Аль-Джазіром, станом на 2014 рік у групі налічується близько 400 000 членів; газета Hindustan Times називала цифру 270 000 чоловік.
Сампат Пал Деві заявляла, що Гулабі — не банда у звичному розумінні, це «банда за справедливість», а це почуття в ній виховали ще в дитинстві; заміж її видали у віці 12 років. Однак, незважаючи на слова про справедливість, 2 березня 2014 року її звільнили з посади через звинувачення у фінансових махінаціях та постановку особистих інтересів вище за інтереси групи. Пал відкинула ці звинувачення і досі бере участь у її діяльності.
Гулабі відкрили кілька пунктів допомоги, у кожному з яких є голова відділу, «командир», яка самостійно займається повсякденними справами та дрібнішими проблемами людей. Відомості про дії Гулабі поширюють сарафанне радіо та газетні статті. Жінки, які зазнали насильства, знають про Гулабі, зв'язуються з ними та розповідають свої історії. Перший крок членів Гулабі — звернутися в поліцію, але якщо це не вдається, банда бере справу до рук. У ранній період існування учасниці Гулабі нападали на поліцейських та чиновників, проте місцева поліція стверджує, що «банда робить хорошу роботу і до певної міри допомагає нам вирішувати проблеми».
У Гулабі немає дискримінації за ознакою статі, тому що банда фокусується не лише на чоловічій владі над жінками, а й на правах людини та пригніченні чоловіків. Чоловіки дедалі частіше просять Гулабі підтримати місцеву активність. Коли 7000 фермерів із Банди вийшли на вулиці з протестом, вимагаючи компенсації за неврожай, вони попросили банду Гулабі допомогти їм. У рамках громадських робіт члени Гулабі роздають їжу та зерно жителям сільської місцевості, виплачують пенсії вдовам, які не мають коштів на існування у старості, та допомагають запобігати жорстокому поводженню з жінками та дітьми. Банда Гулабі також вчить жінок самообороні та тому, як бути економічно самодостатніми.
Банда Гулабі отримала Kelvinator 11th GR8! Women Award — нагороду, яку присуджує Індійська телевізійна академія. Вони також отримали «Премію Годфрі Філіпса за хоробрість», що присуджується в Уттар-Прадеші, Уттаракханді та Делі, за соціальну хоробрість.
До списку корпоративних партнерів банди Гулабі входить Vitalect —компанія, що займається технологіями та послугами, яка працює з некомерційними організаціями, щоб допомогти їм у задоволенні їхніх технологічних потреб, та Social Solution India (SSI) — некомерційна компанія, яка сприяє стабільності НКО.

## Інциденти
У червні 2007 року Сампат Пал Деві дізналася, що державні магазини справедливих цін не продають сільським мешканцям їжу та зерно, хоч зобов'язані це робити. Вона повела Гулабі таємно спостерігати за магазином, вони зібрали докази та виявили, що вантажівки відправляли зерно з магазину на нерегульований ринок. Потім вони передали докази місцевій владі та вимагали повернути зерно до магазинів за справедливою ціною. Місцева влада проігнорувала їхні скарги, але репутація банди покращилася.
В 2008 Гулабі взяли штурмом офіс електропостачання в районі Банда і змусили чиновників знову включити електрику, яку ті відключили для отримання хабарів. Члени групи також перервали кілька дитячих шлюбів та організували протести проти практики виплачувати посаг та жіночої неграмотності. 2007 року чоловік із вищої касти зґвалтував жінку з касти далітів, інцидент замовчували, незважаючи на протести, учасників яких заарештовувала поліція. Гулабі увірвалися до поліцейської дільниці та спробували звільнити заарештованих протестувальників. Вони також вимагали порушити справу проти ґвалтівника, а коли поліцейський відмовився порушувати справу, вони напали на нього. З того часу банда вдавалася до фізичного насильства, якщо інакше їх не слухають, а якщо це не допоможе досягти мети, вони розпочинають кампанію з публічного засудження злочинця. Незважаючи на те, що Гулабі стали відомі через насильницькі методи роботи, вони також використовують ненасильницькі тактики, такі як марші та захоплення власності.
У 2011 році банда допомогла Шилу Нішад, 17-річній дівчині, яка зазнала групового зґвалтування. Коли Нішад прийшла до поліцейської дільниці і спробувала написати заяву, її заарештували. Ґвалтівники, серед яких був і член законодавчих зборів, першими прибули до поліцейської дільниці і зажадали її арешту. Батько жертви звернувся до Гулабі, які, у свою чергу, організували дві масові демонстрації перед поліцейською дільницею та будинком депутата.
Сампат Пал Деві казала: «Так, ми боремося з ґвалтівниками за допомогою латі [великих бамбукових палиць]. Якщо ми знайдемо винного, ми поб'ємо його до напівсмерті, щоб він більше не наважився завдати зло будь-якій дівчині або жінці». Суман Сінгх, яка обіймала посаду голови банди після Сампат Пал Деві, згадала, що коли «жінка прагне стати членом банди Гулабі, це відбувається тому, що вона постраждала від несправедливості, зазнала утисків і не бачить іншого виходу. Всі наші жінки можуть протистояти чоловікам і, у разі потреби, шукати відплати з латі».

## Утворення
Однією з цілей Сампат Пал було зниження рівня неграмотності серед молодих жінок. В 2008 Гулабі відкрили школу в Банді, в якій навчалося не менше 400 дівчаток.

## У популярній культурі
- Банда Гулабі показана у фільмі 2010 року «Рожеві сарі» (Pink Saris), режисер Кім Лонгінотто[23], а також у документальному фільмі 2012 року «Банда Гулабі» Нішти Джейн[24][25]
- Спочатку повідомлялося, що боллівудський фільм Gulaab Gang з Мадхурі Дікшіт і Джухі Чавлою в головних ролях заснований на житті Сампат Пал, але режисер заперечував це, кажучи, що він захоплюється її роботою, але фільм не був заснований на її житті[26][27]
- У 2013 році була опублікована книга про походження та діяльність банди під назвою «Революція рожевого сарі: повість про жінок та владу в Індії» (Pink Sari Revolution: A Tale of Women and Power in India).[28]
- Банда Гулабі представлена в пісні Des fleurs et des flammes 2017 року французької співачки Таль, альбом Tal.[29]
- Банда Гулабі фігурує у романі Н. Х. Сенза «Квиток в Індію» (Ticket to India).[30]